# Microbotryum scorzonerae
Microbotryum scorzonerae är en svampart som först beskrevs av Alb. & Schwein., och fick sitt nu gällande namn av G. Deml & Prillinger 1991. Microbotryum scorzonerae ingår i släktet Microbotryum och familjen Microbotryaceae.   Inga underarter finns listade i Catalogue of Life.